# Festival international du film fantastique de Gérardmer 2012
La 19e édition du festival du film fantastique de Gérardmer a eu lieu du 25 au 29 janvier 2012. Le président du Jury était Enki Bilal. Un hommage à Ron Perlman a été rendu. Le film d'ouverture a été Twixt de Francis Ford Coppola.
Des incertitudes ont demeuré jusqu'à la mi-décembre 2011 sur l'existence du festival. Le financement de l'édition 2011 est resté longtemps incertain.

## Palmarès
| Prix                        | Attribué à                                                     | Pays                   |
| --------------------------- | -------------------------------------------------------------- | ---------------------- |
| Grand prix du festival      | Babycall de Pål Sletaune                                       | Norvège                |
| Prix du jury (ex æquo)      | Beast de Christoffer Boe / La Maison des ombres de Nick Murphy | Danemark / Royaume-Uni |
| Prix de la critique         | Babycall de Pål Sletaune                                       | Norvège                |
| Prix du jury jeunes         | La Maison des ombres de Nick Murphy                            | Royaume-Uni            |
| Prix du public              | Eva de Kike Maillo                                             | Espagne, France        |
| Prix du jury Syfy           | La Maison des ombres de Nick Murphy                            | Royaume-Uni            |
| Grand prix du court métrage | Le Cri                                                         | France                 |

## Invités

### Jury long métrage
- Président du jury : Enki Bilal
- Autres membres du jury : Christine Citti, Vincent Desagnat, Dinara Drukarova, Tonie Marshall, Agnès Merlet, Joann Sfar, Tomer Sisley

### Jury court métrage

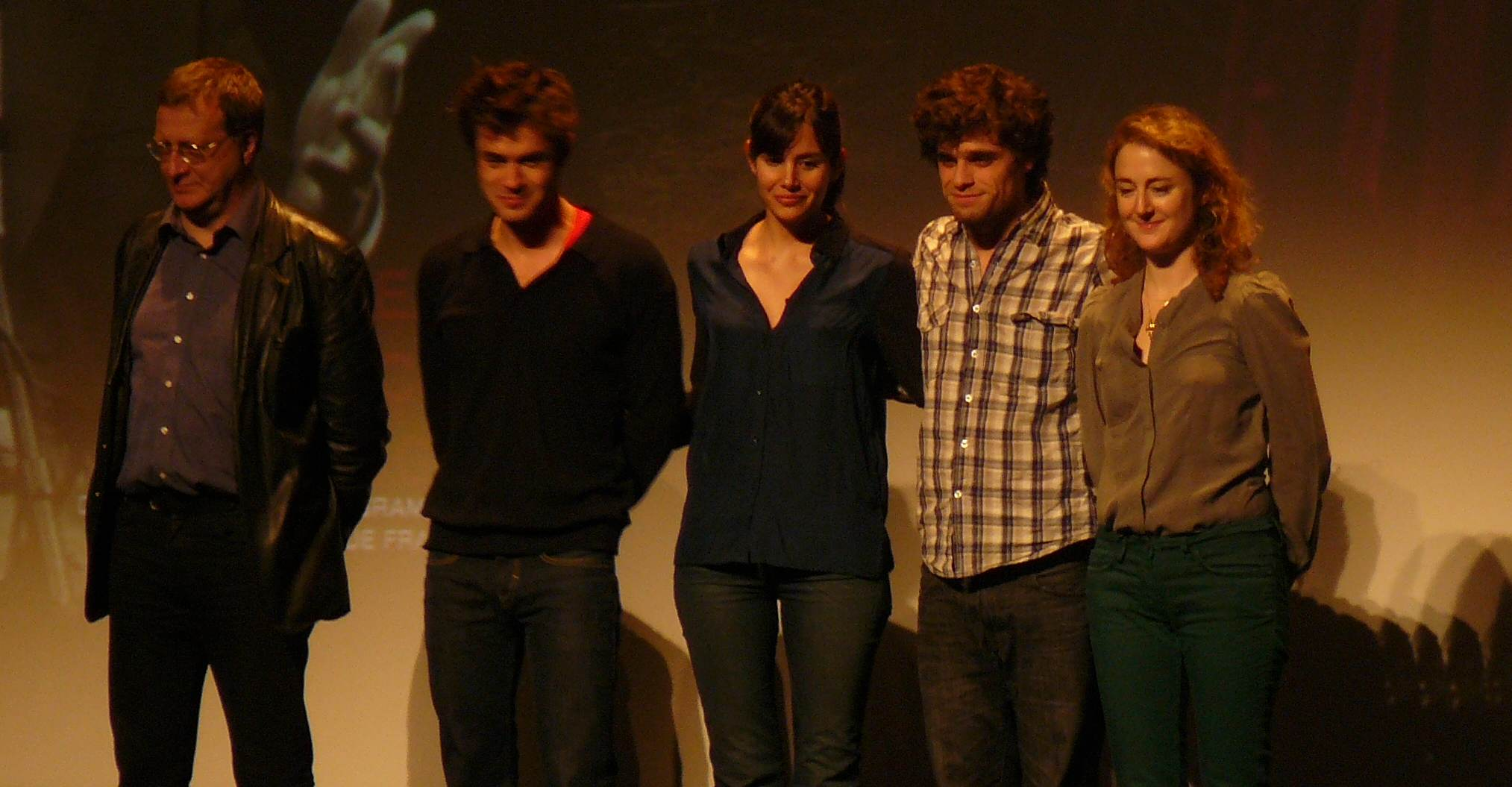
Jury du court métrage

- Président du jury : Jean-François Rauger
- Autres membres du jury : Joséphine de Meaux, Arthur Dupont, Louise Monot, Yannick Renier

### Auteurs du Salon du Grimoire
- Henri Loevenbruck, Jay Alis, Davy Artero, Renaud Benoist, Alain Berard, Patrick Bourgeois, Remy de Bores, Nathalie Rouyer, Dominique Prieur

## Compétition

### Longs métrages
- Babycall de Pål Sletaune -  Norvège
- Beast de Christoffer Boe -   Danemark
- The Cat (죽음을 보는 두 개의 눈, Goyangi: Jukeumeul boneun du gaeui nun) de Seung-wook Byeon -  Corée du Sud
- Eva de Kike Maillo -  Espagne
- Hell de Tim Fehlbaum -  Allemagne
- La Maison des ombres (The Awakening) de Nick Murphy -  Royaume-Uni
- The Moth Diaries de Mary Harron -  Canada &  Irlande
- Pastorella d'Emilio Portes -  Mexique

### Courts métrages
- En boite de Mathieu Paquier ( France)
- L’amère nature de Hugues Espinasse ( France)
- L’attaque du monstre géant suceur de cerveaux de l’espace de Guillaume Rieu ( France)
- Le cri de Raphaël Mathié ( France)
- Le lac noir de Victor Jaquier ( France)
- Scylla de Aurélien Poitrimoult, Jean-Charles Gaudin ( France)
- Tommy de Arnold de Parscau ( France)

## Films hors compétition
- Film d'ouverture : Twixt de Francis Ford Coppola -  États-Unis
- Beyond the Black Rainbow de Panos Cosmatos -  Canada
- The Caller de Matthew Parkhill -   Royaume-Uni &  Porto Rico
- Chronicle de Josh Trank -  États-Unis
- Comforting Skin de Derek Franson -  Canada
- Corman's world : Exploits of a Hollywood rebel d'Alex Stapleton -  États-Unis
- The Day de Douglas Aarniokoski -  États-Unis
- Emergo de Carles Torrens -  Espagne
- Invasion of Alien Bikini de Oh Young-doo -  Corée du Sud
- Norwegian Ninja (Kommandør Treholt & ninjatroppen) de Thomas Cappelen Malling  -  Norvège
- Perfect Sense de David Mackenzie  -  Royaume-Uni
- Rabies (כלבת, Kalevet) de Aharon Keshales & Navot Papushado (en)  -  Israël
- The Theatre Bizarre de Douglas Buck, Buddy Giovinazzo, David Gregory, Karim Hussain, Jeremy Kasten, Tom Savini, Richard Stanley -  États-Unis &  France
- Underwater Love A Pink Musical (en) (UNDERWATER LOVE-おんなの河童-, UNDERWATER LOVE Onna no kappa?) de Shinji Imaoka -  Japon
- The Woman de Lucky McKee -  États-Unis
- Séance enfants : Le Petit Poucet de Marina de Van -  France
- Film de clôture : The Divide de Xavier Gens -  États-Unis

### Séances Extrême
Les séances extrêmes remplacent la sélection des inédits vidéos.
- Blood Creek de Joel Schumacher -  États-Unis
- Choose de Marcus Graves -  États-Unis
- Grave Encounters des Vicious Brothers -  Canada
- The Incident d'Alexandre Courtès -  France,  Royaume-Uni
- Mother's Day de Darren Lynn Bousman -  États-Unis

### Nuit fantastique
- Juan of the Dead (Juan de los Muertos) d'Alejandro Brugués -  Espagne,  Cuba
- New Kids Turbo de Steffen Haars & Flip van der Kuil -  Pays-Bas
- Tucker et Dale fightent le mal (Tucker and Dale vs. Evil) d'Eli Craig -  États-Unis

### Nuit Sy-Fy
Épisodes inédits de deux séries télévisées :
- Alphas : épisode 1 – Saison 1
- Warehouse 13 : épisode 1 et 2 - saison 3

### Hommage à Ron Perlman
Hommage rendu par Jean-Jacques Annaud et Jean-Pierre Jeunet.
- Le Nom de la Rose de Jean-Jacques Annaud ( Italie /  France /  Allemagne de l'Ouest)
- La cité des enfants perdus de Jean-Pierre Jeunet, Marc Caro ( France /  Belgique /  Allemagne /  Espagne)
- Hellboy de Guillermo del Toro ( États-Unis)